# Royaume de Gugé
Pour les articles homonymes, voir Guge.
912–1630
Entités précédentes :
- Empire du Tibet
- Ère de la fragmentation

Entités suivantes :
- Ladakh

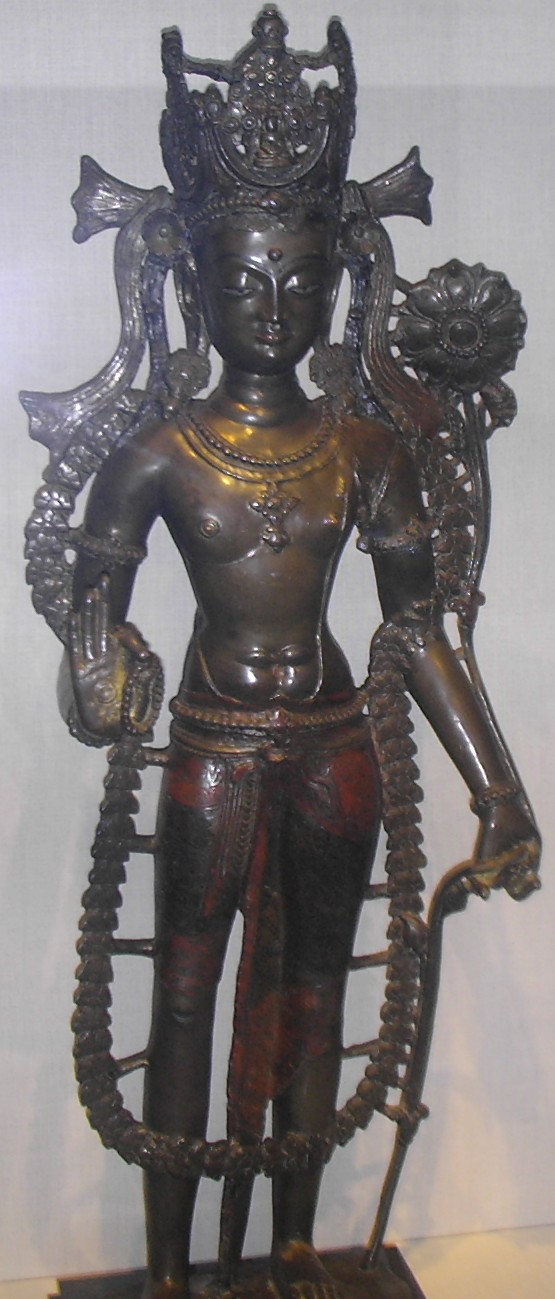
Le Bodhisattva Avalokiteśvara, statue tibétaine en alliage de laiton, (~1050), royaume de Gugé (Freer and Sackler Galleries à Washington D.C.)

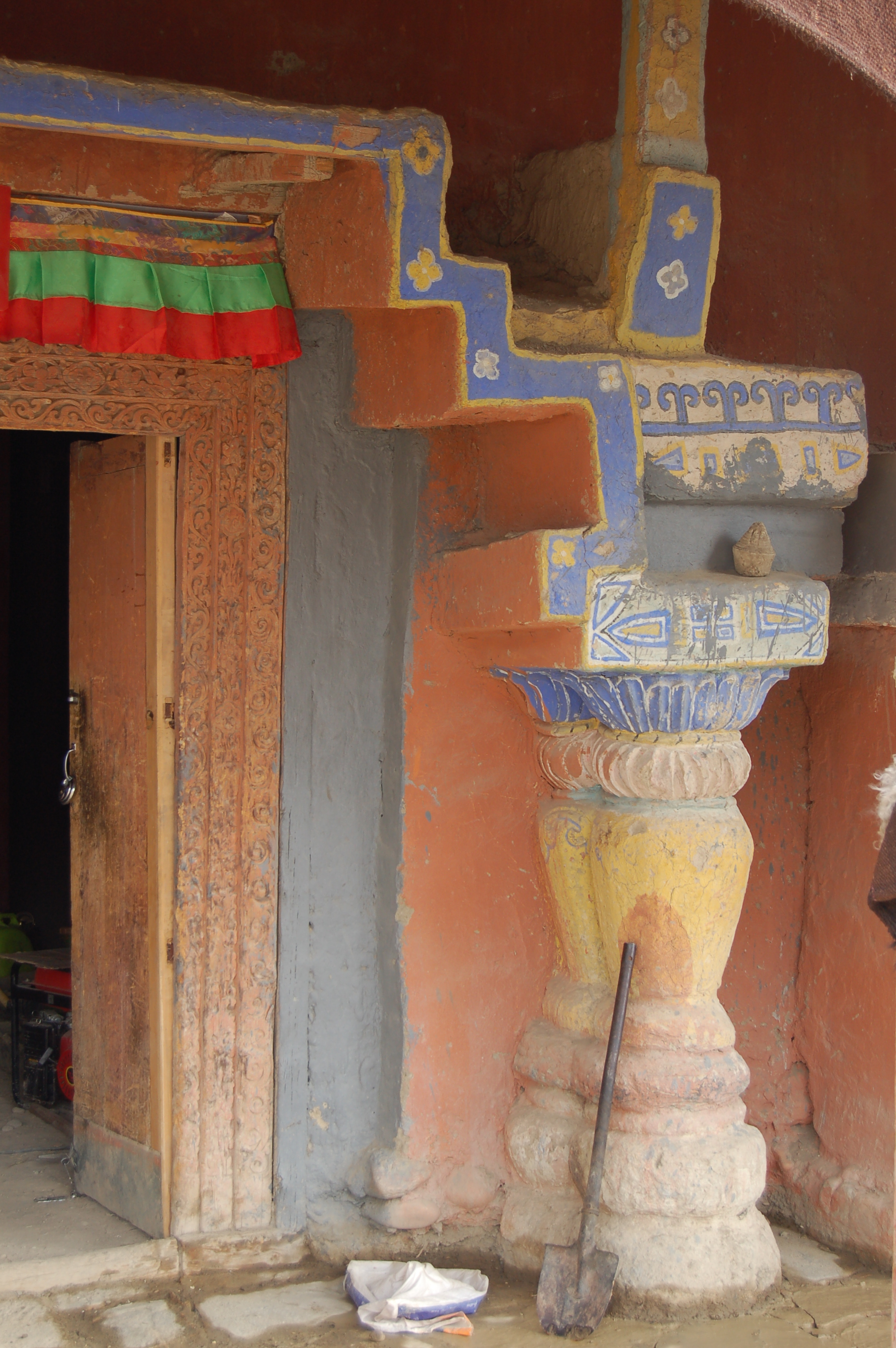
Détail architectural du monastère de Tholing, royaume de Gugé.

Le royaume de Gugé (tibétain : གུ་གེ་, Wylie : gu-ge /gougué/, Xe siècle – milieu du XVIIe siècle) situé dans l'actuelle Région autonome du Tibet, xian de Zanda, Ngari, abrita une civilisation brillante et fut l’une des sources de la renaissance bouddhiste au Tibet. Il connut des périodes d’expansion qui mirent les vallées du Zanskar, du Kinnaur supérieur et du Lahaul et Spiti sous sa sujétion.
Ses capitales étaient Tholing et Tsaparang, situées dans la vallée de la Sutlej à environ 1 100 km à l'ouest de Lhassa, non loin du mont sacré Kailash.

## Histoire

### DuXeauXVIesiècle
Kyide Nyimagon, arrière-petit-fils du dernier Empereur de la dynastie Yarlung, Langdarma (803-841), dirigeant l'Empire du Tibet, annexe l'Ouest du Ngari et s'installe vers 912 dans le royaume de Purang-Gugé où il conclut une alliance matrimoniale avec une famille issue de l'ancienne aristocratie de Zhang Zhung. Il étend rapidement sa domination à l’ensemble du Ngari. Ses trois fils se partagent le pays : Palgyigon devient le souverain du Maryul (approximativement le Ladakh), capitale Leh, Krashigon hérite de Burang-Gugé et Detsungon obtient le Zanskar, capitale Zangla.
À la fin du Xe siècle, le fils aîné du roi de Gugé-Pudang, Kor-re ou Srong-nge, plus connu comme Yeshe Ö (947-1024) se fit moine, abandonnant la direction de l’État à son cadet.
Yeshe Ö a laissé l’image d’un grand promoteur du bouddhisme. Il aurait envoyé en Inde Lochen Rinchen Sangpo (958-1055), traducteur de textes sanskrits et fondateur de nombreux monastères. Selon la légende bouddhiste, c’est Yeshe Ö qui serait à l’origine de la venue à Gugé vers 1040 d’Atisha, initiateur de la renaissance du bouddhisme tibétain. Prisonnier des Qarakhanides, il aurait abandonné sa rançon pour que son (petit?) neveu Jangchup Ö (984-1078) l’emploie à inviter le sage indien. Ce qui semble sûr est que Janchup Ö, qui avait décidé de se consacrer à la religion, prit finalement la succession de son frère le roi de Gugé tué par les Qarakhanides et invita Atisha,.
Le fils de Jangchup Ö fut tué en 1088 par son neveu qui usurpa le trône de Gugé et Burang devint un État indépendant dirigé par Logtsha Tsensong.
Peu avant 1137, une nouvelle invasion des Qarakhanides entraina la mort du roi Krashistse. Le roi Graspalde renforça Gugé à partir de 1265 et soumit le royaume de Yartse. En 1240, les Mongols avaient accordé une certaine autorité sur le Ngari aux Drikung qui s’étaient implantés dans la région, mais à partir de 1277, l’influence des Sakya qui avaient obtenu la régence du Tibet central se fit sentir jusqu’au milieu du XIVe siècle.
Gugé reprit Burang vers 1378 et occupa brièvement le Ladakh vers la fin du siècle. Les XVe et XVIe siècles connurent une activité de construction monastique importante, principalement Gelugpa.

### Fin du royaume
Les premiers Européens à entrer dans le royaume de Gugé et visiter Tsaparang furent, en août 1624, les missionnaires jésuites Antonio de Andrade et Manuel Marques, qui y auraient vu des terres fertiles irriguées par des canaux. Andrade fut autorisé à ouvrir une chapelle dans la ville et à y entreprendre la prédication.
Les raisons de la disparition du royaume ne sont pas totalement éclaircies.
- Hypothèse militaire : On sait que Gugé fut envahi en 1630 par une armée ladakhi. Le roi du Ladakh Sengge Namgyal (1616-1642) s’efforçait alors d’étendre son territoire pour mieux résister aux Moghols. Profitant de l'inquiétude d'un groupe de lamas alarmés par l'influence grandissante des missionnaires, il s’empara des vallées du Zanskar et du Spiti. Tsaparang tomba en 1685 et le dernier roi de Gugé, Khibrashis Raspalde, mourut prisonnier au Ladakh avec une partie de sa famille. Peu après, les armées du Mongol qoshot Güshi Khan, qui mis en place Lobsang Gyatso, 5e dalaï-lama au pouvoir religieux, attaquèrent le Ladakh ; repoussées, elles réussirent néanmoins à prendre Gugé. Le dernier descendant de la famille royale, Lozang Pema Trashidé (1676-1743)  rejoignit Lhassa en 1692 et y mourut en 1743[6],[9].
- Hypothèse climatique : La succession d'années inhabituellement sèches pourrait aussi avoir joué un rôle majeur. Des analyses récentes de composition isotopique de l'oxygène piégé dans les stalagmites formées depuis 5 700 ans dans certaines grottes de la région himalayenne montrent que des changements dans l'importance de la mousson d'été en zone semi-aride peuvent bouleverser l'agriculture et par suite toute la société[10]. De tels changements auraient ainsi bouleversé la civilisation de la vallée de l'Indus (qui a prospéré d'environ 5 350 ans à environ 4 600 ans) et la civilisation védique (qui s'est étendue d'environ 3 450 à environ 3 100 ans) ; elles ont prospéré quand le climat était relativement stable, chaud et humide et semblent avoir commencé à se désintégrer quand le climat s'est refroidi, ce qui se traduit aussi dans cette région par un recul des moussons d'été et un assèchement[10]. 
L'effondrement soudain du royaume Guge du Tibet occidental vers 1620 (antérieurement attribué à des conflits militaires) s'est produit à un moment où la région a subi ses trois décennies les plus sèches parmi les 5700 dernières années documentées via l'étude des stalagmites[11],[10].

## Site archéologique
Les missions jésuites oubliées[Quoi ?], Gugé fut redécouvert par le monde archéologique occidental dans les années 1930 grâce aux expéditions de l’Italien Giuseppe Tucci. On peut connaître par ses travaux et ceux de Anagarika Govinda l’aspect qu’avaient les constructions avant la révolution culturelle, qui occasionna des destructions, en particulier de statues.[réf. nécessaire] Inscrit en 1961 sur la liste du patrimoine national important à protéger, le site fut réhabilité à partir de 1969.

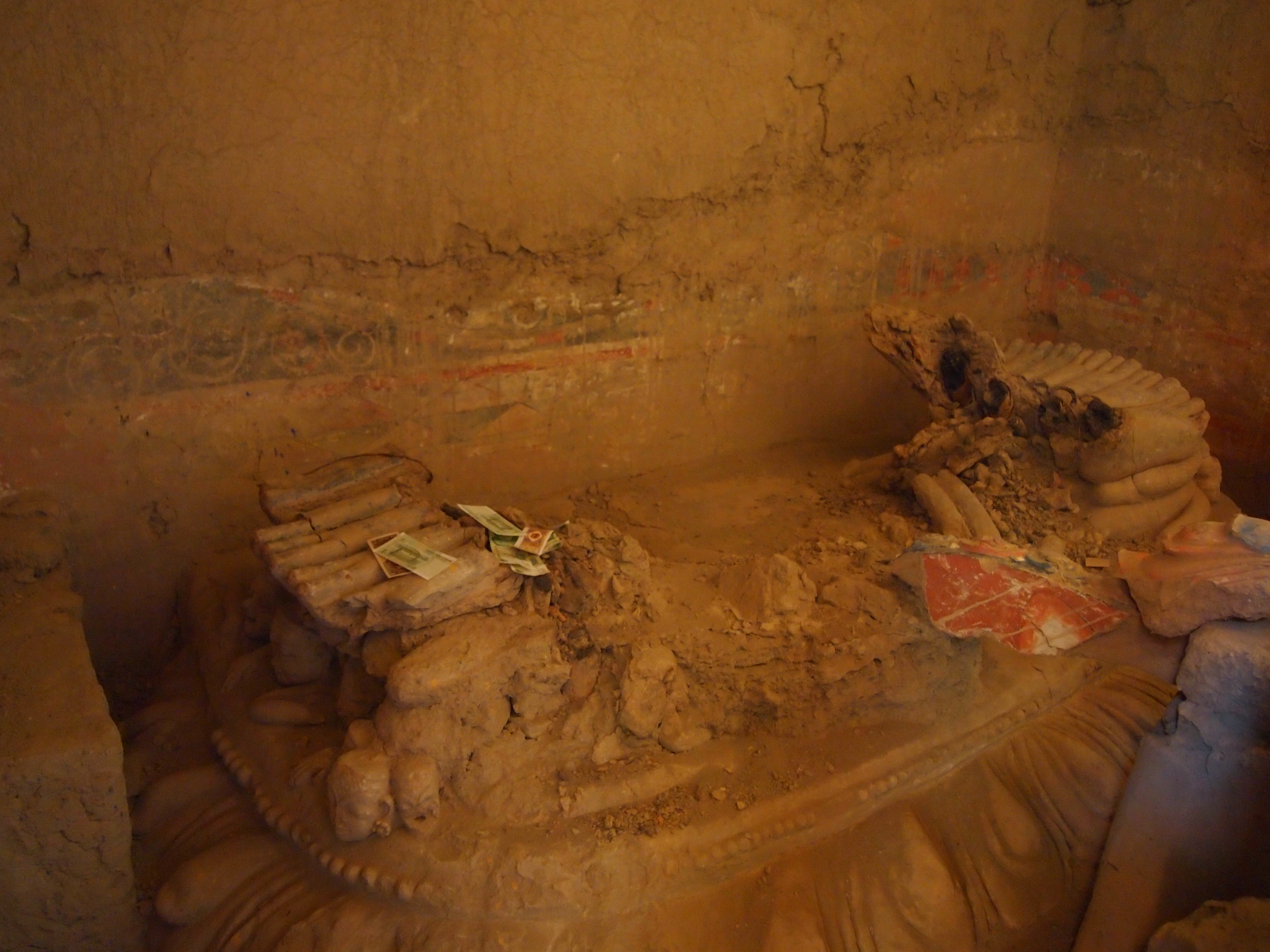
Statue bouddhiste détruite durant la révolution culturelle au monastère de Tholing, royaume de Gugé.

La topographie du royaume s’organise sur trois niveaux distincts. Les palaces royaux sur le premier, suivis des monastères sur le second et enfin, les habitations des occupants, au plus bas niveau.
De 700 (pendant l'Empire tibétain à 1630 (invasions qoshots), le site archéologique du royaume de Gugé, fait partie d’une cité-état, qui abrite une brillante civilisation. C'est une des sources de la renaissance bouddhiste au Tibet. Des statues ont été récemment retrouvées, elles sont principalement faites d'argent. 600 bâtiments ont pu être répertoriés sur le site actuel. On y trouve des maisons, monastères et palaces sur les collines du site. Il reste également encore quelques parties de l’ancienne fortification qui l’encerclait. Des forts sont disposés aux quatre coins, qui assuraient probablement la protection de la cité
Un site archéologique important de Gugé est situé sur le xian de Zanda (vallée du Zanskar, on y trouve, en particulier, des fresques bouddhistes remarquables sur une surface de 876 m2. Des travaux de restauration des fresques ont été entrepris en 2011. D'après le restaurateur, Fu Peng, expert en chef du projet de restauration, les fresques contiennent des sujets liés à la politique, l'économie, la technologie et la société du royaume de Gugé dans un style pictural qui combine des éléments tibétains, indiens et népalais. Les restaurations doivent s'achever en juillet 2013 et s'inspirent des techniques acquises par l'équipe, lors des restaurations du palais du Potala, du palais de Norbulingka et du monastère de Sakya. Les reliques de Gugé font partie du premier groupe de reliques historiques à être placé sous la protection de l'État,dans la vallée de Khyunglung à environ 1100 km à l'ouest de Lhassa, non loin du mont sacré Kailash.[réf. nécessaire]

### Médias
- Gugé, royaume perdu de l'Himalaya, de Patrick Fleming, 2006, coproduction : France 5, Bang Singapore, Off The Fence, MDA, Discovery Networks Asia. Docu-infos civilisation, durée : 54 min.